# Stanisław Wojdanowicz

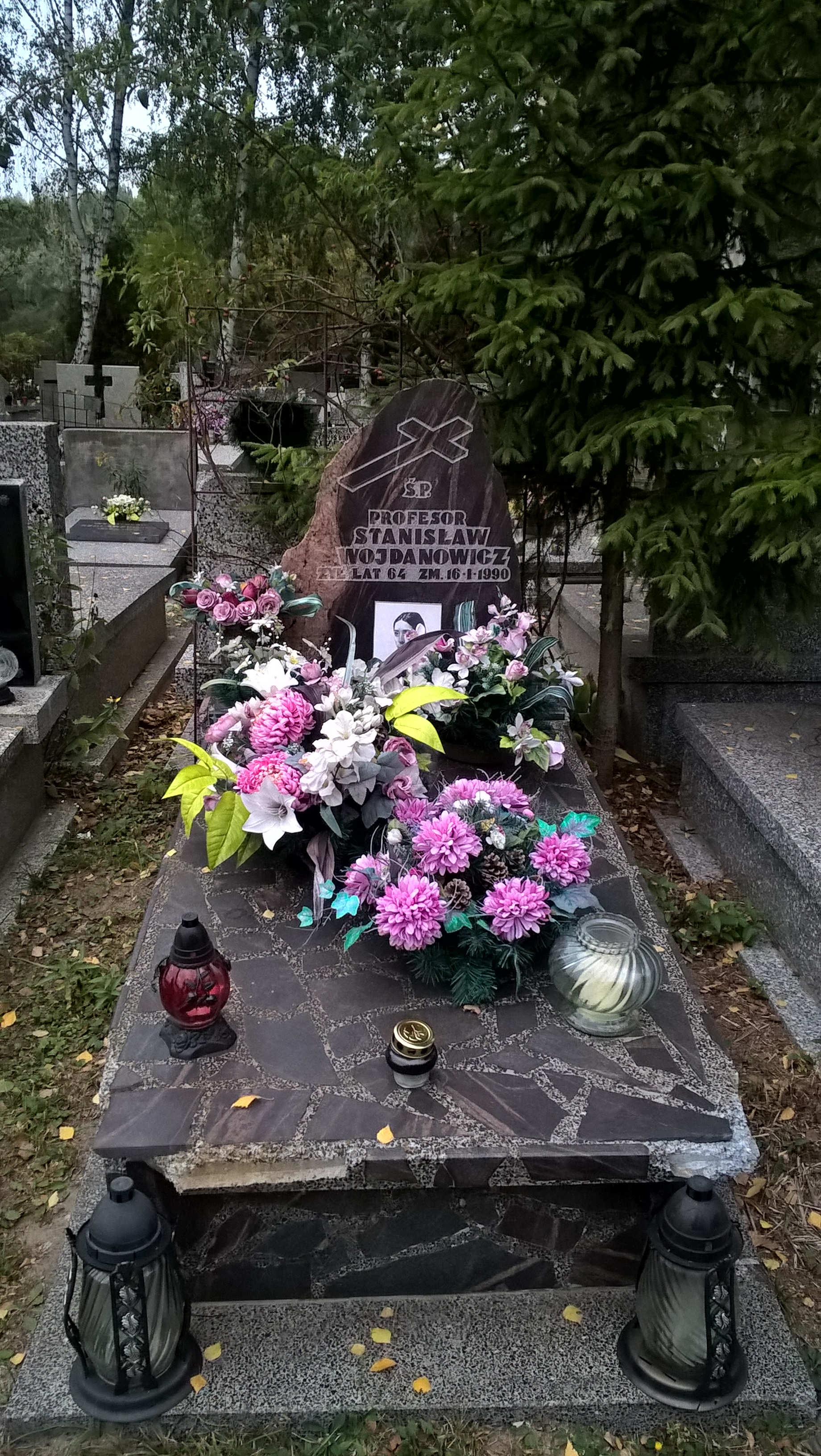
Grób prof. Stanisława Wojdanowicza na Cmentarzu Komunalnym Północnym w Warszawie

Stanisław Wojdanowicz (ur. 1 listopada 1925, zm. 16 stycznia 1990 w Warszawie) – polski inżynier drogownictwa, profesor nadzwyczajny Politechniki Warszawskiej.

## Życiorys
Po ukończeniu studiów starszy asystent na Wydziale Komunikacji. Związany zawodowo z Zakładem Inżynierii Komunikacyjnej, wykładowca na Wydziale Komunikacyjnym Politechniki Warszawskiej. W 1977 został mianowany profesorem nadzwyczajnym projektowania i technologii budowy dróg w Instytucie Dróg i Mostów. 
Zmarł w 1990, został pochowany na Cmentarzu Komunalnym Północnym w Warszawie (kw. N-I-7-2).